# 聶光鑾
聶光鑾（1819年8月9日—？年），原名銞，字陶齋，號東涪，四川屏山人，清朝政治人物，同進士出身。
道光二十三年（1843年）癸卯科舉人，道光二十四年（1844年）甲辰科聯捷三甲第七名進士。簽分湖北，授潛江縣知縣，時值江河泛濫，親率民工搶修築堤埂，使潛江一縣未受任何損失，並捐清俸為民工賑濟，發給勞動所得。尋調應山縣知縣，適逢髮逆由廣東攻入湖北，聶光鑾招募精兵六百人，與叛軍屢戰，使其久攻不下應山，且又死傷多人。同治二年（1863年）因功升宜昌府知府。同治四年（1865年）年調漢陽府知府，同治五年（1866年）年回任宜昌府知府。逾年，旋調武昌府知府，湖北總督、巡撫擬奏以道員升用。因父喪回籍，哀毀過甚，未服闕即卒於家。著有《宜昌府志》十六卷、《槐陰書屋詩鈔》二卷、《制義》二卷、《試帖》二卷、《公牘偶存》一卷、《賓寮投贈集》一卷等。歷任恩施縣知縣